# Brugse stadsderby

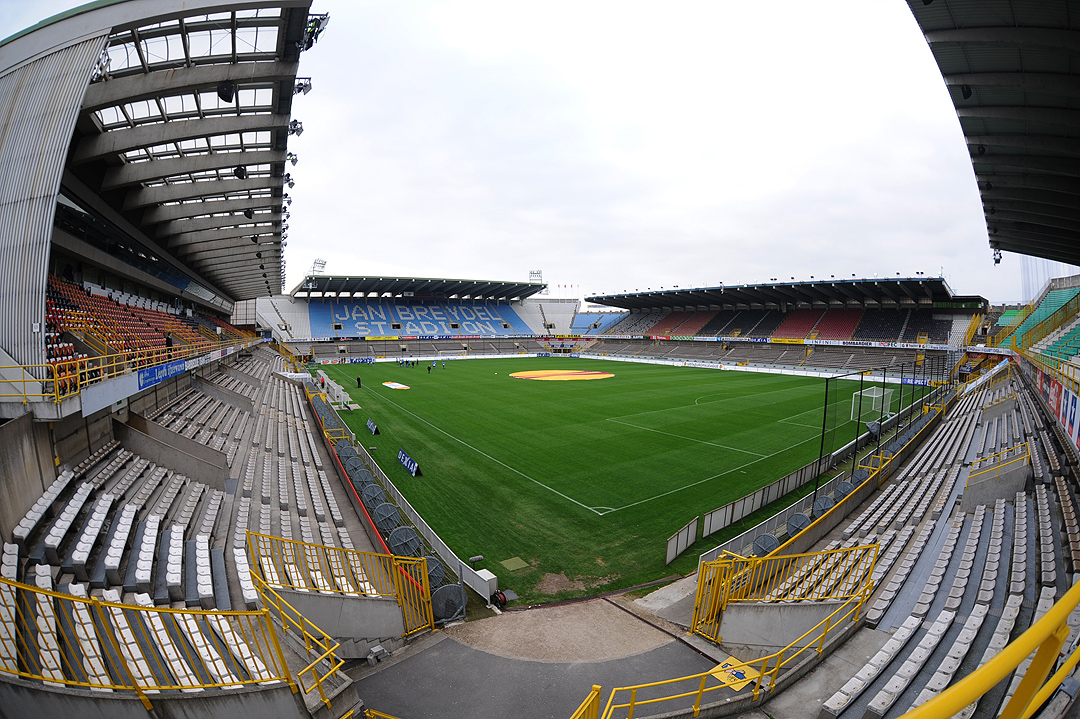
Jan Breydelstadion, waar de stadsderby sinds 1975 doorgaat

De Brugse stadsderby is de benaming voor de voetbalklassieker tussen Club Brugge en Cercle Brugge, twee voetbalclubs uit Brugge, de hoofdstad van de Belgische provincie West-Vlaanderen. De winnaar van de derby mag zich ploeg van 't stad noemen.

## Verschillende cultuur
In de wedstrijd staan niet alleen twee teams uit dezelfde stad en hetzelfde stadion tegenover elkaar, maar ook twee verenigingen met een verschillende cultuur. Beide clubs ontstonden op het eind van de 19e eeuw. Terwijl Cercle Brugge, ontstaan vanuit de school van de Broeders Xaverianen in 1899, een vereniging was die zich eenparig als katholiek profileerde, was het in 1891 opgerichte Club Brugge, ondanks een duidelijke liberale en niet-confessionele aanwezigheid in het bestuur, op zich veel minder ideologisch en politiek eenduidig en daarom ook neutraler dan Cercle. Clubs bestuur, met voornamelijk liberalen, maar ook socialisten, figuren van het humanistisch verbond en logeleden, viste op de plaatsen van de vijver die door haar katholiek ingestelde buur niet geprivatiseerd waren.

## Beknopte geschiedenis
Cercle behaalde in 1911 als eerste van beide rivalen een landstitel. In dat jaar werd onder impuls van provinciegouverneur baron Ruzette en het Brugs stadsbestuur ook de Entente Brugeoise gesloten: drie afgevaardigden van beide Brugse ploegen kwamen sindsdien maandelijks samen om de plooien glad te strijken en afspraken te maken over ticketprijzen en transfers. De Entente werd pas in 1983 afgeschaft. In 1920 behaalde Club zijn eerste titel. In 1927 en 1930 haalde Cercle zijn volgende en laatste landstitels. 
In de 20e eeuw groeide Club Brugge uit tot de Brugse club met het grootste budget en de grootste erelijst, die vanaf de jaren 1970 nog meer dan tien keer kampioen werd. Anderzijds is er het kleinere Cercle Brugge, dat zichzelf niet als een "club" maar als een "vereniging" beschouwt. Beide teams delen sinds 1975 hetzelfde stadion, het Jan Breydelstadion, vroeger bekend als het Olympiastadion. In zowel 1986 als 1996 namen Club en Cercle het tegen elkaar op in de finale van de Beker van België. Beide ontmoetingen werden gewonnen door Club Brugge. In 1997 veroverde Club ook de Supercup na een duel tegen Cercle.

## Uitslagen van alle derby's
| Seizoen | Competitie          | Thuisploeg    | Uitploeg      | Score | Scoreverloop |
| ------- | ------------------- | ------------- | ------------- | ----- | --- |
| 1900/01 | Eerste klasse       | Cercle Brugge | Club Brugge   | 0-0   | |
| 1900/01 | Eerste klasse       | Club Brugge   | Cercle Brugge | 2-2   | |
| 1901/02 | Eerste klasse A     | Cercle Brugge | Club Brugge   | 3-1   | |
| 1901/02 | Eerste klasse A     | Club Brugge   | Cercle Brugge | 0-1   | |
| 1902/03 | Eerste klasse A     | Club Brugge   | Cercle Brugge | 0-2   | |
| 1902/03 | Eerste klasse A     | Cercle Brugge | Club Brugge   | 3-2   | |
| 1903/04 | Eerste klasse A     | Club Brugge   | Cercle Brugge | 1-2   | |
| 1903/04 | Eerste klasse A     | Cercle Brugge | Club Brugge   | 1-1   | |
| 1904/05 | Eerste klasse       | Club Brugge   | Cercle Brugge | 5-0   | |
| 1904/05 | Eerste klasse       | Cercle Brugge | Club Brugge   | 2-5   | |
| 1905/06 | Eerste klasse       | Cercle Brugge | Club Brugge   | 2-2   | |
| 1905/06 | Eerste klasse       | Club Brugge   | Cercle Brugge | 4-1   | |
| 1906/07 | Eerste klasse       | Club Brugge   | Cercle Brugge | 5-0   | |
| 1906/07 | Eerste klasse       | Cercle Brugge | Club Brugge   | 0-0   | |
| 1907/08 | Eerste klasse       | Club Brugge   | Cercle Brugge | 4-0   | |
| 1907/08 | Eerste klasse       | Cercle Brugge | Club Brugge   | 1-2   | |
| 1908/09 | Eerste klasse       | Cercle Brugge | Club Brugge   | 2-4   | |
| 1908/09 | Eerste klasse       | Club Brugge   | Cercle Brugge | 3-0   | |
| 1909/10 | Eerste klasse       | Club Brugge   | Cercle Brugge | 4-2   | |
| 1909/10 | Eerste klasse       | Cercle Brugge | Club Brugge   | 4-0   | |
| 1910/11 | Eerste klasse       | Cercle Brugge | Club Brugge   | 0-3   | |
| 1910/11 | Eerste klasse       | Club Brugge   | Cercle Brugge | 1-1   | |
| 1911/12 | Eerste klasse       | Club Brugge   | Cercle Brugge | 0-0   | |
| 1911/12 | Eerste klasse       | Cercle Brugge | Club Brugge   | 2-5   | |
| 1912/13 | Eerste klasse       | Club Brugge   | Cercle Brugge | 2-1   | Robert De Veen 2×, Louis Saeys |
| 1912/13 | Eerste klasse       | Cercle Brugge | Club Brugge   | 2-0   | 1-0 Frans Lowyck, 2-0 Charles Lahousse |
| 1913/14 | Eerste klasse       | Club Brugge   | Cercle Brugge | 1-0   | 1-0 Joseph Shaw |
| 1913/14 | Eerste klasse       | Cercle Brugge | Club Brugge   | 1-2   | 1-0 Charles Lahousse, 1-1 Edgard Van Bocxstaele, 1-2 Thomas Ashworth |
| 1919/20 | Eerste klasse       | Club Brugge   | Cercle Brugge | 2-0   | |
| 1919/20 | Eerste klasse       | Cercle Brugge | Club Brugge   | 2-2   | |
| 1920/21 | Eerste klasse       | Club Brugge   | Cercle Brugge | 2-0   | 1-0 Leon Vandevoorde, 2-0 René De Raedt |
| 1920/21 | Eerste klasse       | Cercle Brugge | Club Brugge   | 0-2   | 0-1 René De Raedt, 0-2 Hector Goetinck |
| 1921/22 | Eerste klasse       | Club Brugge   | Cercle Brugge | 1-1   | 1-0 Louis Saeys, 1-1 Richard Callant |
| 1921/22 | Eerste klasse       | Cercle Brugge | Club Brugge   | 2-3   | 1-0 (o.g.) René Desmedt, 2-0 Ignace Muylle, 2-1 Leon Vandevoorde, 2-2 Ernest Raghels, 2-3 (o.g.) Louis Baes                                                                                          |
| 1922/23 | Eerste klasse       | Cercle Brugge | Club Brugge   | 1-0   | 1-0 Joseph Cools |
| 1922/23 | Eerste klasse       | Club Brugge   | Cercle Brugge | 0-2   | |
| 1923/24 | Eerste klasse       | Cercle Brugge | Club Brugge   | 2-1   | 0-1 Raoul Caenen, 1-1 Michel Vanderbauwhede, 2-1 Albert Van Coile |
| 1923/24 | Eerste klasse       | Club Brugge   | Cercle Brugge | 2-0   | |
| 1924/25 | Eerste klasse       | Club Brugge   | Cercle Brugge | 1-1   | 1-0 Raoul Caenen, 1-1 Gerard De Vos |
| 1924/25 | Eerste klasse       | Cercle Brugge | Club Brugge   | 2-0   | 1-0 Michiel Vanderbauwhede, 2-0 Gerard De Vos |
| 1925/26 | Eerste klasse       | Club Brugge   | Cercle Brugge | 1-2   | 0-1 Frans Lowyck, 0-2 Albert Van Coile, 1-2 Arthur Volckaert |
| 1925/26 | Eerste klasse       | Cercle Brugge | Club Brugge   | 1-2   | 0-1 Leon Vande Voorde, 0-2 Arthur Volckaert, 1-2 Gerard De Vos |
| 1926/27 | Eerste klasse       | Cercle Brugge | Club Brugge   | 3-1   | 1-0 Henri Vanpoucke, 1-1 Omer Feremans, 2-1 Roger Proot, 3-1 Gerard De Vos, |
| 1926/27 | Eerste klasse       | Club Brugge   | Cercle Brugge | 1-4   | 0-1 Gerard De Vos, 0-2 Henri Vanpoucke, 1-2 Omer Feremans, 1-3 (o.g.) Leon Vande Voorde, 1-4 Michel Vanderbouwhede                                                                                   |
| 1927/28 | Eerste klasse       | Club Brugge   | Cercle Brugge | 0-1   | 0-1 Arthur Ruysschaert |
| 1927/28 | Eerste klasse       | Cercle Brugge | Club Brugge   | 1-1   | 1-0 Omer Feremans, 1-1 Arthur Ruysschaert |
| 1929/30 | Eerste klasse       | Cercle Brugge | Club Brugge   | 1-1   | 1-0 Gerard Devos, 1-1 Louis Versyp |
| 1929/30 | Eerste klasse       | Club Brugge   | Cercle Brugge | 1-2   | 0-1 Arthur Ruysschaert, 0-2 (o.g.)Fernand Wauters, 1-2 Louis Versyp |
| 1931/32 | Eerste klasse       | Cercle Brugge | Club Brugge   | 1-1   | 1-0 Alphonse De Corte, 1-1 Albert Devriese |
| 1931/32 | Eerste klasse       | Club Brugge   | Cercle Brugge | 4-2   | 1-0 Lothaire Pierets, 2-0 Guillaume Van Daele, 2-1 André Saeys, 3-1 Roger Vanhove, 4-1 (o.g.) Urbain Van Pottelberghe, 4-2 Roger Proot                                                               |
| 1932/33 | Eerste klasse       | Club Brugge   | Cercle Brugge | 3-1   | 0-1 Arthur Ruysschaert, 1-1 Louis Versyp, 2-1 Odiel Delporte, 3-1 Emiel Van den Berghe, |
| 1932/33 | Eerste klasse       | Cercle Brugge | Club Brugge   | 4-1   | 0-1 Marcel Van Vyve, 1-1 André Deloof, 2-1 Hendrik Vanpoucke, 3-1 Roger Proot, 4-1 Hendrik Vanpoucke,                                                                                                |
| 1935/36 | Eerste klasse       | Cercle Brugge | Club Brugge   | 0-0   | |
| 1935/36 | Eerste klasse       | Club Brugge   | Cercle Brugge | 2-1   | 1-0 Marcel Van Vyve, 2-0 Louis Versyp, 2-1 Jan Vandenabeele |
| 1938/39 | Eerste klasse       | Club Brugge   | Cercle Brugge | 2-2   | 0-1 Albertus Naert, 1-1 Marcel Van Vyve, 1-2 Albertus Naert, 2-2 Maurice Floreal |
| 1938/39 | Eerste klasse       | Cercle Brugge | Club Brugge   | 1-1   | 1-0 André De Schepper, 1-1 Albert Coene |
| 1947/48 | Tweede klasse       | Cercle Brugge | Club Brugge   | 1-1   | 1-0 Georges Himpe, 1-1 Marcel Pertry |
| 1947/48 | Tweede klasse       | Club Brugge   | Cercle Brugge | 2-1   | 1-0 André Noël, 1-1 Edmond Verté, 2-1 Emmanuel Tempelaere |
| 1948/49 | Tweede klasse       | Club Brugge   | Cercle Brugge | 6-0   | 1-0 Roger Janssens, 2-0 Gaston Van Tieghem, 3-0 Georges Himpe, 4-0 Georges Himpe, 5-0 Gaston Van Tieghem, 6-0 Lucien Masyn                                                                           |
| 1948/49 | Tweede klasse       | Cercle Brugge | Club Brugge   | 0-0   | |
| 1951/52 | Tweede klasse       | Club Brugge   | Cercle Brugge | 2-0   | 1-0 Daniël Van Pottelberghe, 2-0 Daniël Van Pottelberghe |
| 1951/52 | Tweede klasse       | Cercle Brugge | Club Brugge   | 1-4   | 0-1 Daniël Van Pottelberghe, 0-2 Lucien Masyn, 0-3 Lucien Masyn, 1-3 Georges Debbaut, 1-4 Daniël Van Pottelberghe                                                                                    |
| 1956/57 | Tweede klasse       | Club Brugge   | Cercle Brugge | 3-1   | 0-1 Frans Loos, 1-1 Robert Somers, 2-1 Urbain Braems, 3-1 Daniel Verstraete |
| 1956/57 | Tweede klasse       | Cercle Brugge | Club Brugge   | 1-0   | 1-0 Jacques De Caluwe |
| 1957/58 | Tweede klasse       | Cercle Brugge | Club Brugge   | 0-5   | 0-1 Frans Debruyne, 0-2 Fernand Goyvaerts, 0-3 Roger Vangansbeke, 0-4 Roger Vangansbeke, 0-5 Fernand Goyvaerts                                                                                       |
| 1957/58 | Tweede klasse       | Club Brugge   | Cercle Brugge | 1-0   | 1-0 Roger Vangansbeke |
| 1958/59 | Tweede klasse       | Club Brugge   | Cercle Brugge | 0-0   | |
| 1958/59 | Tweede klasse       | Cercle Brugge | Club Brugge   | 0-2   | 0-1 Roger Vangansbeke, 0-2 Armand De Groote |
| 1961/62 | Eerste klasse       | Cercle Brugge | Club Brugge   | 0-2   | 0-1 Roger Vangansbeke, 0-2 Edmond De Vos |
| 1961/62 | Eerste klasse       | Club Brugge   | Cercle Brugge | 1-1   | 1-0 Roger Vangansbeke, 1-1 Albert Michiels |
| 1962/63 | Eerste klasse       | Club Brugge   | Cercle Brugge | 1-3   | 1-0 Hubert Herssens, 1-1 Robert Somers, 1-2 Eric Buyse, 1-3 Eric Buyse |
| 1962/63 | Eerste klasse       | Cercle Brugge | Club Brugge   | 0-2   | 0-1 Antoine Van Poelvoorde, 0-2 Antoine Van Poelvoorde |
| 1963/64 | Eerste klasse       | Cercle Brugge | Club Brugge   | 2-1   | 0-1 Antoine Van Poelvoorde, 1-1 Eric Daels, 2-1 Eric Buyse |
| 1963/64 | Eerste klasse       | Club Brugge   | Cercle Brugge | 1-1   | 0-1 Gilbert Bailliu, 1-1 Johny Thio (pen) |
| 1964/65 | Eerste klasse       | Club Brugge   | Cercle Brugge | 1-1   | 0-1 Gilbert Bailliu, 1-1 Raoul Lambert |
| 1964/65 | Eerste klasse       | Cercle Brugge | Club Brugge   | 0-3   | 0-1 Raoul Lambert, 0-2 Raoul Lambert, 0-3 Robert Deurwaerder |
| 1965/66 | Eerste klasse       | Cercle Brugge | Club Brugge   | 2-2   | 1-0 Eric Buyse, 1-1 Roland Haeyen, 1-2 Roland Haeyen, 2-2 Eric Buyse |
| 1965/66 | Eerste klasse       | Club Brugge   | Cercle Brugge | 2-1   | 1-0 Johny Thio, 1-1 Gilbert Bailliu, 2-1 Hubert Herssens |
| 1971/72 | Eerste klasse       | Club Brugge   | Cercle Brugge | 1-1   | 1-0 Pierre Carteus, 1-1 Pierre Hanon |
| 1971/72 | Eerste klasse       | Cercle Brugge | Club Brugge   | 1-0   | 1-0 Fernand Goyvaerts |
| 1972/73 | Eerste klasse       | Cercle Brugge | Club Brugge   | 0-5   | 0-1 Raoul Lambert (pen), 0-2 Henk Houwaart, 0-2 Henk Houwaart, 0-4 Raoul Lambert (pen), 0-5 Johny Thio                                                                                               |
| 1972/73 | Eerste klasse       | Club Brugge   | Cercle Brugge | 2-2   | 0-1 Raf Lapeire, 1-1 Pierre Carteus, 1-2 Franky Vanhaecke, 2-2 Johny Thio (pen) |
| 1973/74 | Eerste klasse       | Club Brugge   | Cercle Brugge | 3-1   | 1-0 Raoul Lambert, 1-1 Jean-Pierre Gardin, 2-1 Johny Thio (pen), 3-1 Ruud Geels |
| 1973/74 | Eerste klasse       | Cercle Brugge | Club Brugge   | 1-4   | 1-0 Raf Lapeire, 1-1 Johan Devrindt, 1-2 Ulrik Le Fèvre, 1-3 Julien Cools, 1-4 Ruud Geels |
| 1974/75 | Eerste klasse       | Cercle Brugge | Club Brugge   | 0-2   | 0-1 Henk Houwaart, 0-2 Henk Houwaart |
| 1974/75 | Eerste klasse       | Club Brugge   | Cercle Brugge | 2-0   | 1-0 Ulrik Le Fèvre, 2-0 Ulrik Le Fèvre |
| 1975/76 | Eerste klasse       | Club Brugge   | Cercle Brugge | 1-0   | 1-0 Roger Van Gool |
| 1975/76 | Eerste klasse       | Cercle Brugge | Club Brugge   | 1-5   | 0-1 Raoul Lambert (pen), 1-1 Dirk Beheydt, 1-2 Julien Cools, 1-3 Jules Verriest (og), 1-4 Roger Van Gool, 1-5 Daniel De Cubber                                                                       |
| 1976/77 | Eerste klasse       | Cercle Brugge | Club Brugge   | 2-2   | 0-1 Raoul Lambert (pen), 0-2 Roger Davies, 1-2 en 2-2 Günter Nasdalla |
| 1976/77 | Eerste klasse       | Club Brugge   | Cercle Brugge | 2-0   | 1-0 Raoul Lambert, 2-0 Jos Volders |
| 1977/78 | Eerste klasse       | Club Brugge   | Cercle Brugge | 4-1   | 0-1 Sören Skov, 1-1 René Vandereycken, 2-1 en 3-1 Paul Courant, 4-1 Julien Cools |
| 1977/78 | Eerste klasse       | Cercle Brugge | Club Brugge   | 1-3   | 0-1 en 0-2 René Vandereycken, 1-2 Gerrie Kleton, 1-3 Raoul Lambert |
| 1977/78 | Beker van België    | Cercle Brugge | Club Brugge   | 1-4   | 0-1 Georges Leekens (pen), 0-2 en 0-3 Daniel De Cubber, 0-4 Jan Sörensen, 1-4 Sören Skov |
| 1979/80 | Eerste klasse       | Club Brugge   | Cercle Brugge | 2-0   | 1-0 Jan Sörensen, 2-0 Walter Meeuws |
| 1979/80 | Eerste klasse       | Cercle Brugge | Club Brugge   | 2-3   | 0-1 Bernard Verheecke, 0-2 Paul Courant, 0-3 Jan Ceulemans, 1-3 Dirk Beheydt, 2-3 Mathieu Denier (pen)                                                                                               |
| 1980/81 | Eerste klasse       | Cercle Brugge | Club Brugge   | 1-2   | 0-1 Zoran Filipović, 1-1 Didier Six (pen), 1-2 Zoran Filipović |
| 1980/81 | Eerste klasse       | Club Brugge   | Cercle Brugge | 8-1   | 1-0 René Vandereycken, 1-1 Filip De Waele, 2-1 Jan Sörensen, 3-1 Gino Maes, 4-1 en 5-1 René Vandereycken, 6-1 István Magyar, 7-1 René Vandereycken, 8-1 Jacky Debougnoux                             |
| 1981/82 | Eerste klasse       | Club Brugge   | Cercle Brugge | 2-3   | 1-0 Jan Sörensen, 1-1 Sören Skov, 2-1 Jan Ceulemans, 2-2 Rudy Haleydt, 2-3 Dirk Beheydt |
| 1981/82 | Eerste klasse       | Cercle Brugge | Club Brugge   | 2-2   | 1-0 Alex Querter, 1-1 Jan Sörensen, 1-2 Jan Sörensen (pen), 2-2 Paul Courant |
| 1982/83 | Eerste klasse       | Cercle Brugge | Club Brugge   | 0-1   | 0-1 Willy Wellens |
| 1982/83 | Eerste klasse       | Club Brugge   | Cercle Brugge | 1-1   | 0-1 Dirk Beheydt (pen), 1-1 Willy Wellens |
| 1983/84 | Eerste klasse       | Club Brugge   | Cercle Brugge | 1-0   | 1-0 Willy Wellens |
| 1983/84 | Eerste klasse       | Cercle Brugge | Club Brugge   | 0-5   | Marc Degryse (2), Willy Wellens (2), Jan Ceulemans |
| 1984/85 | Eerste klasse       | Club Brugge   | Cercle Brugge | 6-1   | 1-0 Marc Degryse, 2-0 en 3-0 Jan Ceulemans, 4-0 Willy Wellens, 4-1 Paul Courant (pen), 5-1 Jan Ceulemans, 6-1 Marc Degryse                                                                           |
| 1984/85 | Eerste klasse       | Cercle Brugge | Club Brugge   | 0-2   | 0-1 Marc Degryse, 0-2 Marc Degryse |
| 1985/86 | Eerste klasse       | Cercle Brugge | Club Brugge   | 0-1   | 0-1 Jan Ceulemans |
| 1985/86 | Eerste klasse       | Club Brugge   | Cercle Brugge | 3-1   | 1-0 Jean-Pierre Papin, 1-1 Wim Kooiman, 2-1 Marc Degryse, 3-1 Leo Van der Elst |
| 1985/86 | Beker van België    | Club Brugge   | Cercle Brugge | 3-0   | 1-0 Jean-Pierre Papin (pen), 2-0 Jean-Pierre Papin (pen), 3-0 Willy Wellens |
| 1986/87 | Eerste klasse       | Cercle Brugge | Club Brugge   | 1-2   | 0-1 Jan Ceulemans, 0-2 Kenneth Brylle, 1-2 Zoran Bojović (pen) |
| 1986/87 | Eerste klasse       | Club Brugge   | Cercle Brugge | 1-0   | 1-0 Tew Mamadou |
| 1987/88 | Eerste klasse       | Club Brugge   | Cercle Brugge | 4-3   | 0-1 Wim Kooiman, 1-1 Marc Degryse, 2-1 Alex Querter, 3-1 Leo Van der Elst, 3-2 Ivo Jerolimov, 3-3 Wim Kooiman, 4-3 Marc Degryse                                                                      |
| 1987/88 | Eerste klasse       | Cercle Brugge | Club Brugge   | 0-2   | 0-1 Marc Degryse, 0-2 Marc Degryse |
| 1988/89 | Eerste klasse       | Cercle Brugge | Club Brugge   | 3-1   | 0-1 Luc Beyens, 1-1 Kalusha Bwalya, 2-1 Josip Weber, 3-1 Kalusha Bwalya |
| 1988/89 | Eerste klasse       | Club Brugge   | Cercle Brugge | 4-2   | 1-0 Dimitri M'Buyu, 1-1 Rudy Poorteman, 2-1 Dimitri M'Buyu, 3-1 Jan Ceulemans, 4-1 Marc Degryse, 4-2 Tom Krommendijk                                                                                 |
| 1989/90 | Eerste klasse       | Club Brugge   | Cercle Brugge | 2-1   | 0-1 Marc De Buyser, 1-1 Foeke Booy, 2-1 László Disztl |
| 1989/90 | Eerste klasse       | Cercle Brugge | Club Brugge   | 0-2   | 0-1 Frank Farina, 0-2 Jan Ceulemans |
| 1990/91 | Eerste klasse       | Cercle Brugge | Club Brugge   | 0-1   | 0-1 Frank Farina |
| 1990/91 | Eerste klasse       | Club Brugge   | Cercle Brugge | 10-0  | 1-0 Frank Farina, 2-0 Lorenzo Staelens, 3-0 Peter Creve, 4-0 Rudy Cossey, 5-0 Frank Farina (pen), 6-0 Frank Farina (pen), 7-0 Frank Farina, 8-0 Jan Ceulemans, 9-0 Foeke Booy, 10-0 Hans Christiaens |
| 1991/92 | Eerste klasse       | Club Brugge   | Cercle Brugge | 1-1   | 1-0 Peter Creve, 1-1 Jerko Tipurić |
| 1991/92 | Eerste klasse       | Cercle Brugge | Club Brugge   | 5-5   | 1-0 Josip Weber, 1-1 Foeke Booy, 1-2 Luc Beyens, 2-2 Kurt Soenens, 3-2 Branko Karačić, 4-2 Marc De Buyser, 5-2 Alain De Nil, 5-3 Marc Schaessens, 5-4 Foeke Booy, 5-5 Luc Beyens                     |
| 1992/93 | Eerste klasse       | Cercle Brugge | Club Brugge   | 3-1   | 1-0 Josip Weber, 2-0 Josip Weber, 3-0 Josip Weber, 3-1 Stephan Van der Heyden |
| 1992/93 | Eerste klasse       | Club Brugge   | Cercle Brugge | 1-3   | 1-0 Tomasz Dziubinski, 1-1 Josip Weber, 1-2 Davy Cooreman, 1-3 Christophe Lauwers |
| 1993/94 | Eerste klasse       | Cercle Brugge | Club Brugge   | 2-4   | 0-1 Dirk Medved, 0-2 Daniel Amokachi 1-2 Dorinel Munteanu, 1-3 René Eijkelkamp, 2-3 Josip Weber, 2-4 Daniel Amokachi                                                                                 |
| 1993/94 | Eerste klasse       | Club Brugge   | Cercle Brugge | 2-0   | 1-0 Lorenzo Staelens, 2-0 René Eijkelkamp |
| 1994/95 | Eerste klasse       | Club Brugge   | Cercle Brugge | 4-0   | 1-0 Vital Borkelmans, 2-0 Lorenzo Staelens, 3-0 Gert Verheyen, 4-0 Lorenzo Staelens |
| 1994/95 | Eerste klasse       | Cercle Brugge | Club Brugge   | 0-4   | 0-1 Dirk Medved, 0-2 Lorenzo Staelens, 0-3 Sven Vermant, 0-4 Gert Verheyen |
| 1995/96 | Eerste klasse       | Club Brugge   | Cercle Brugge | 2-2   | 0-1 Tibor Selymes, 1-1 Mario Stanić, 2-1 Stephan Van der Heyden, 2-2 Christophe Lauwers |
| 1995/96 | Eerste klasse       | Cercle Brugge | Club Brugge   | 1-2   | 1-0 Bernard Beuken, 1-1 Lorenzo Staelens (pen), 1-2 Robert Špehar |
| 1995/96 | Beker van België    | Club Brugge   | Cercle Brugge | 2-1   | 0-1 Gábor Torma, 1-1 Mario Stanić 2-1 Mario Stanić |
| 1996/97 | Supercup            | Club Brugge   | Cercle Brugge | 5-2   | 0-1 Gábor Torma, 1-1 Gert Verheyen, 2-1 Vital Borkelmans, 3-1 Eric Addo, 4-1 Eric Addo, 4-2 Wim Kooiman, 5-2 Tomas Danilevičius                                                                      |
| 1996/97 | Eerste klasse       | Cercle Brugge | Club Brugge   | 0-2   | 0-1 Robert Špehar, 0-2 Anders Nielsen |
| 1996/97 | Eerste klasse       | Club Brugge   | Cercle Brugge | 3-0   | 1-0 Robert Špehar, 2-0 Robert Špehar, 3-0 Olivier De Cock |
| 2003/04 | Eerste klasse       | Cercle Brugge | Club Brugge   | 0-2   | 0-1 Andrés Mendoza, 0-2 Timmy Simons (pen) |
| 2003/04 | Eerste klasse       | Club Brugge   | Cercle Brugge | 5-0   | 1-0 Gert Verheyen, 2-0 Philippe Clement, 3-0 Andrés Mendoza, 4-0 Gert Verheyen, 5-0 Andrés Mendoza                                                                                                   |
| 2004/05 | Eerste klasse       | Club Brugge   | Cercle Brugge | 5-0   | 1-0 Rune Lange, 2-0 Nastja Čeh, 3-0 Nastja Čeh, 4-0 Hans Cornelis, 5-0 Dieter Van Tornhout |
| 2004/05 | Eerste klasse       | Cercle Brugge | Club Brugge   | 1-2   | 1-0 Dieter Dekelver, 1-1 Rune Lange, 1-2 Jeanvion Yulu-Matondo |
| 2005/06 | Eerste klasse       | Cercle Brugge | Club Brugge   | 0-1   | 0-1 Boško Balaban |
| 2005/06 | Eerste klasse       | Club Brugge   | Cercle Brugge | 2-0   | 1-0 Boško Balaban, 2-0 Gert Verheyen |
| 2006/07 | Eerste klasse       | Cercle Brugge | Club Brugge   | 1-0   | 1-0 Frederik Boi |
| 2006/07 | Eerste klasse       | Club Brugge   | Cercle Brugge | 3-3   | 0-1 Honour Gombami, 1-1 Ivan Leko, 1-2 Darko Pivaljević, 2-2 Ivan Leko (pen), 2-3 Anthony Portier, 3-3 Ivan Leko                                                                                     |
| 2007/08 | Eerste klasse       | Cercle Brugge | Club Brugge   | 1-2   | 0-1 Jonathan Blondel, 1-1 Tom De Sutter, 1-2 François Sterchele |
| 2007/08 | Eerste klasse       | Club Brugge   | Cercle Brugge | 1-0   | 1-0 François Sterchele |
| 2007/08 | Beker van België    | Cercle Brugge | Club Brugge   | 1-0   | 1-0 Tom De Sutter |
| 2008/09 | Eerste klasse       | Club Brugge   | Cercle Brugge | 3-1   | 0-1 Oleg Iachtchouk, 1-1 Karel Geraerts, 2-1 Nabil Dirar, 3-1 Antolín Alcaraz |
| 2008/09 | Eerste klasse       | Cercle Brugge | Club Brugge   | 1-3   | 0-1 Wesley Sonck, 0-2 Wesley Sonck, 0-3 Joseph Akpala, 1-3 Honour Gombami |
| 2009/10 | Eerste klasse       | Cercle Brugge | Club Brugge   | 2-3   | 1-0 Oleg Iachtchouk, 2-0 Thomas Buffel, 2-1 Wesley Sonck, 2-2 Joseph Akpala, 2-3 Wesley Sonck |
| 2009/10 | Eerste klasse       | Club Brugge   | Cercle Brugge | 2-1   | 0-1 Oleg Iachtchouk, 1-1 Karel Geraerts, 2-1 Wesley Sonck |
| 2010/11 | Eerste klasse       | Cercle Brugge | Club Brugge   | 3-1   | 1-0 Renato Neto, 1-1 Carl Hoefkens, 2-1 Frederik Boi, 3-1 Bernt Evens |
| 2010/11 | Eerste klasse       | Club Brugge   | Cercle Brugge | 0-1   | 0-1 Kristof D'haene |
| 2011/12 | Eerste klasse       | Club Brugge   | Cercle Brugge | 1-0   | 1-0 Nabil Dirar |
| 2011/12 | Eerste klasse       | Cercle Brugge | Club Brugge   | 1-2   | 1-0 Lukas Van Eenoo, 1-1 Joseph Akpala, 1-2 Joseph Akpala |
| 2012/13 | Eerste klasse       | Club Brugge   | Cercle Brugge | 4-0   | 1-0 Maxime Lestienne, 2-0 Carlos Bacca, 3-0 Maxime Lestienne, 4-0 Maxime Lestienne |
| 2012/13 | Eerste klasse       | Cercle Brugge | Club Brugge   | 0-3   | 0-1 Óscar Duarte, 0-2 Eiður Guðjohnsen, 0-3 Vadis Odjidja-Ofoe |
| 2012/13 | Beker van België    | Club Brugge   | Cercle Brugge | 0-1   | 0-1 Eiður Guðjohnsen |
| 2013/14 | Eerste klasse       | Cercle Brugge | Club Brugge   | 2-0   | 1-0 Stephen Buyl, 2-0 Junior Kabananga |
| 2013/14 | Eerste klasse       | Club Brugge   | Cercle Brugge | 2-0   | 1-0 Thomas Meunier, 2-0 Thomas Meunier |
| 2014/15 | Eerste klasse       | Club Brugge   | Cercle Brugge | 1-1   | 1-0 Nicolás Castillo, 1-1 Junior Kabananga |
| 2014/15 | Eerste klasse       | Cercle Brugge | Club Brugge   | 0-3   | 0-1 José Izquierdo, 0-2 Felipe Gedoz, 0-3 José Izquierdo |
| 2014/15 | Beker van België    | Club Brugge   | Cercle Brugge | 5-1   | 1-0 Felipe Gedoz, 1-1 Stipe Bačelić-Grgić, 2-1 Tom De Sutter, 3-1 Víctor Vázquez, 4-1 José Izquierdo, 5-1 Nikola Storm                                                                               |
| 2014/15 | Beker van België    | Cercle Brugge | Club Brugge   | 2-3   | 0-1 Boli Bolingoli, 0-2 Davy De fauw, 1-2 Richard Sukuta-Pasu, 1-3 Boli Bolingoli, 2-3 Stephen Buyl                                                                                                  |
| 2018/19 | Eerste klasse       | Club Brugge   | Cercle Brugge | 4-0   | 1-0 Benjamin Lambot (og), 2-0 Hans Vanaken, 3-0 Siebe Schrijvers, 4-0 Siebe Schrijvers |
| 2018/19 | Eerste klasse       | Cercle Brugge | Club Brugge   | 2-2   | 0-1 Wesley Moraes, 1-1 Sofyan Amrabat (og), 1-2 Siebe Schrijvers, 2-2 Irvin Cardona |
| 2019/20 | Eerste klasse       | Cercle Brugge | Club Brugge   | 0-2   | 0-1 Krépin Diatta, 0-2 Emmanuel Dennis |
| 2019/20 | Eerste klasse       | Club Brugge   | Cercle Brugge | 2-1   | 1-0 Hans Vanaken, 2-0 Krépin Diatta, 2-1 Kylian Hazard |
| 2020/21 | Eerste klasse       | Club Brugge   | Cercle Brugge | 2-1   | 1-0 Krépin Diatta, 1-1 Anthony Musaba, 2-1 Simon Deli |
| 2020/21 | Eerste klasse       | Cercle Brugge | Club Brugge   | 1-2   | 1-0 Anthony Musaba, 1-1 Brandon Mechele, 1-2 Noa Lang |
| 2021/22 | Eerste klasse       | Club Brugge   | Cercle Brugge | 1-1   | 1-0 Ruud Vormer, 1-1 Waldo Rubio |
| 2021/22 | Eerste klasse       | Cercle Brugge | Club Brugge   | 2-0   | 1-0 Senna Miangue, 2-0 David Sousa |
| 2022/23 | Eerste klasse       | Club Brugge   | Cercle Brugge | 4-0   | 1-0 Andreas Skov Olsen, 2-0 Jean Marcelin (og), 3-0 Casper Nielsen, 4-0 Roman Yaremchuk |
| 2022/23 | Eerste klasse       | Cercle Brugge | Club Brugge   | 2-2   | 0-1 Noa Lang, 1-1 Kévin Denkey, 1-2 Casper Nielsen, 2-2 Thibo Somers |
| 2023/24 | Eerste klasse       | Club Brugge   | Cercle Brugge | 0-0   | |
| 2023/24 | Eerste klasse       | Cercle Brugge | Club Brugge   | 1-1   | 1-0 Alan Minda, 1-1 Ferran Jutglà |
| 2023/24 | Champions' play-off | Cercle Brugge | Club Brugge   | 1-1   | 1-0 Kévin Denkey, 1-1 Andreas Skov Olsen |
| 2023/24 | Champions' play-off | Club Brugge   | Cercle Brugge | 0-0   | |
| 2024/25 | Eerste klasse       | Club Brugge   | Cercle Brugge | 3-0   | 1-0 Brandon Mechele, 2-0 Christos Tzolis, 3-0 Andreas Skov Olsen |
| 2024/25 | Eerste klasse       | Cercle Brugge | Club Brugge   | 1-3   | 0-1 Hans Vanaken, 0-2 Ferran Jutglà, 0-3 Ferran Jutglà, 1-3 Ibrahim Diakité |
| 2025/26 | Eerste klasse       | Club Brugge   | Cercle Brugge | 2-0   | 1-0 Hans Vanaken, 2-0 Christos Tzolis |
| 2025/26 | Eerste klasse       | Cercle Brugge | Club Brugge   |       | |

## Spelers van beide clubs
Hieronder een lijst van enkele voetballers die zowel voor Cercle als Club Brugge gespeeld hebben. Spelers die bij de ene club zijn opgeleid, maar bij de andere in het eerste elftal gespeeld hebben (zoals bijvoorbeeld Kristof D'haene), worden niet meegerekend.
- Gilbert Bailliu
- Mushaga Bakenga
- Leen Barth
- Roger Blieck
- Vital Borkelmans
- Bart Buysse
- Hans Cornelis
- Paul Courant
- Tom De Sutter
- Jimmy De Wulf

- Bernt Evens
- Fernand Goyvaerts
- Eiður Guðjohnsen
- Dirk Hinderyckx
- Nordin Jbari
- Lorenz Kindtner
- Gino Maes
- Marcel Mitchell
- John Moelaert
- Joeri Pardo

- Alex Querter
- Luc Sanders
- Serhij Serebrennikov
- Jan Simoen
- Roger Simoens*
- Tim Smolders
- Robert Somers
- Thibaut Van Acker
- Dominique Vanmaele
- Wietse Veenstra

- John Vercammen
- Bernard Verheecke
- Roger Verkeyn
- Jelle Vossen
- Willy Wellens

* Roger Simoens speelde voor Cercle maar 1 wedstrijd, op 6 september 1964 tegen Standard Luik (3-1 nederlaag). De eindscore werd achteraf omgezet in een 5-0 forfaitscore voor de Rouches omdat Roger Simoens eigenlijk aangesloten was bij Club Brugge en dus niet speelgerechtigd was.

## Trainers van beide clubs
Hieronder een lijst van de trainers die zowel Cercle als Club Brugge geleid hebben.
- Leo Canjels
- Han Grijzenhout
- Henk Houwaart
- Georges Leekens
- Louis Versyp
- Rudi Verkempinck